# Ulrich Johann Voigt
Ulrich Johann Voigt (geboren am 2. März 1669 in Hamburg; gestorben 16. Mai 1732 in Lüneburg) war ein deutscher Violinist, Komponist und Stadtmusikus in Celle und Lüneburg.

## Leben
Ulrich Johann Voigts Vater Jacob Voigt war ab 1671 Organist an der Kirche zu Woldenhorn und Verwalter des Gutes Ahrensburg. Ulrich Johann Voigt erfuhr seine musikalische Ausbildung an der Violine, der Orgel, am Klavier und  wohl auch an der Trompete bei dem Lüneburger Ratsmusikanten Gabriel Wäger, der mit einer Tochter des Lüneburger Musikers Leonhard Burggräfingk verheiratet war, sowie bei Wägers Nachfolger, Nicolaus Petersen. Für diesen arbeitete Voigt als Geselle, bis er sich am 27. März 1671 auf die Stelle des Stadtmusikers in Celle bewarb. Im Mai 1691 trat er die Stelle an und bedankte sich am 29. Dezember 1691 beim Rat mit einem von ihm komponierten Violin-Solo in B-Dur. Noch im gleichen Jahr heiratete er Anna Sophia Würffelß (Würfel), eine Tochter eines Stralsunder Stadtmusikers. Mit ihr hatte er vier oder fünf Töchter und zwei bereits im Kleinkindalter verstorbene Söhne. 
Zur Erledigung seiner Aufgaben für Rat, Bürgerschaft und Kirchen standen ihm zwei Gesellen und vier Lehrjungen zur Verfügung. Neben der Stadtmusik gab es am Celler Schloss die Hofkapelle mit 17 Mitgliedern sowie Opernmusiker aus Italien. Für Taufen, Verlobungen, Hochzeiten und andere Feierlichkeiten wurde Voigt neben 30 Reichstalern Hausmiete separat bezahlt. Infolge der nach dem Tod von Herzog Georg Wilhelm 1705 erfolgten Abwanderung des Hofes nach Hannover und der verordneten Landestrauer, durch die Musik bei weltlichen Feiern zu unterlassen war, verringerten sich Voigts Einkünfte.
Am 16. Oktober 1710 wurde Ulrich Johann Voigt zum Nachfolger seines damaligen Lüneburger Lehrherrn, Nicolaus Petersen, gewählt. Sein Gehalt lag mit 166 Reichstalern deutlich höher als in Celle. Ihm unterstanden nun drei Gesellen und drei Lehrjungen, mit denen er die musikalische Gestaltung in den drei Lüneburger Hauptkirchen  St. Johannis, St. Nicolai und St. Lamberti sowie Hochzeiten und Ehrengelage auch in den zu diesen Kirchengemeinden gehörenden Dörfern bestellen musste. Nach 22 Jahren als Stadtmusikus verstarb Voigt im Alter von 63 am 16. Mai 1732 in Lüneburg.

## Nachleben
Seine Sonate in B-Dur wird noch heute gespielt. Andere Kompositionen sind nicht überliefert.